# Місячне світло (телесеріал)
«Місячне світло» (англ. Moonlight) — американський містично-драматичний телесеріал, створений Роном Козловим і Тревором Менсоном. Шоу транслювалося на телеканалі CBS з 28 вересня 2007 року по 16 травня 2008 року.
13 травня 2008 року CBS офіційно заявили, що серіал скасований. Після цього Warner Bros. почали пропонувати серіал іншим каналам, але невдало.

## Сюжет
Мік Сент-Джон — приватний детектив і за сумісництвом вампір. У 1952 році, коли йому було тридцять, він одружився з прекрасною Кароліною, яка виявилася трьохсотрічною вампіркою. Бажаючи залишитися з Міком навічно, у першу шлюбну ніч вона перетворила його, після чого Мік її покинув. У 1985 році Кароліна викрала чотирирічну дівчинку на ім'я Бет Тернер. Мати Бет найняла Міка знайти доньку. Виявивши Бет і Кароліну, Мік вступив зі своєю колишньою дружиною в сутичку, що закінчився видимої загибеллю суперниці. З тих пір Мік не переставав слідкувати за Бет, захищаючи її від надзвичайної небезпеки і при цьому залишаючись непоміченим.
В наш час Мік все ще працює приватним детективом, відмовляється пити живу людську кров і допомагає смертним. Бет стала інтернет-журналісткою, постійно потрапляє в небезпеку, часто пов'язану з вампірами. Вона знову зустрічається з Міком під час розслідування жорстокого вбивства, хоча вона його не пам'ятає. Зрештою Бет дізнається, ким є Мік, і навіть заводить з ним роман, хоча кращий друг Міка, чотирьохсотрічний Джозеф Костан, радить йому не вплутуватися у відносини зі смертними. Але потім у відносини Міка і Бет вривається приголомшлива правда — Кароліна жива і якимось чином змогла стати смертною, що є заповітною мрією Міка...

## В ролях

### Основний склад
- Алекс О'Лафлін[en] — Мік Сент-Джон, приватний детектив і 85-річний вампір[6]. На відміну від багатьох інших вампірів, Мік відмовляється розлучатися зі своєю людяністю і ніколи безпричинно не нападає на людину. Кров п'є виключно у донорів або купує у вампіра Гільєрмо, що працює в морзі патологоанатомом[7][8].
- Софія Майлс — Бет Тернер, репортер інтернет-новин на сайті Buzz Wire, чарівна, цікава і заповзятлива, в дитинстві пережила викрадення, яке погано пам'ятає, проте не забуває як багато вона могла втратити. У неї вже рік близькі стосунки з Джошем, який працює в офісі окружного прокурора. Її розмірене життя змінюється, коли вона зустрічає цікавого чоловіка, який інтригує її своїм дивним образом лицаря-героя, що приховує свою сутність. Відчуває слабкість до Міка Сен-Джона, яка з кожним епізодом плавно перетікає в пристрасну прихильність.
- Джейсон Дорінг[en] — Джозеф Костан, чотирьохсотлітні вампір і кращий друг і наставник Міка[9][10]. На відміну від Міка, Джозеф не нехтує розкішшю і навіть має власний «гарем» прекрасних жінок, які більш ніж раді задовольнити його спрагу крові. Джозеф також не має таких суворих моральних обмежень, як Мік.
- Шеннін Соссамон — Кароліна Дювал, колишня дружина Міка, яка зробила його вампіром. Французька куртизанка з XVIII століття, про що свідчить її клеймо на спині у вигляді Флер-де-Ліс. Мік довгий час вважав, що вбив її. Але Кароліна потім повернулася як людина, стверджуючи, що знайшла ліки від вампіризму. Є родичкою короля Людовика XVI з вампірської лінії[11].

### Другорядний склад
- Джейкоб Варгас[en] — Гільєрмо Гасоль, працює в морзі і постачає вампірів кров'ю, яку відкачує з трупів.
- Браян Дж. Вайт[en] — лейтенант Карл Девіс, один з контактів Бет і один Міка.
- Джордан Белфі[en] — Джош Ліндсі, хлопець Бет, який працює в офісі окружного прокурора[12]. Убитий одним з бандитів, які викрали його[13].
- Тамі Роман[en] — Морін Вільямс, бос Бет у Buzz Wire, вбита вампіром через одне з її розслідувань.
- Кевін Вайзман[en] — Стів Бальфур, друг Бет і її колега по Buzz Wire.
- Девід Блу[en] — Логан Гріффен, вампір, комп'ютерний хакер, до якого Мік часто звертається за допомогою.
- Ерік Вінтер — Бенджамін Телбот, асистент окружного прокурора, який запропонував Бет роботу цивільного слідчого[14].

## Міфологія
Поняття, прийняті в серіалі, засновані на унікальній міфології вампірів. Вампіри серіалу можуть певний час перебувати на сонячному світлі, хоча прямі промені досить швидко їх "висушують". Тому, коли Мік  з'являється серед білого дня, він завжди в бейсболці, темних окулярах і намагається триматися в тіні. На відміну від вампіра-детектива Ніка Найта з телесеріалу «Лицар назавжди», вампіри «Місячного світла» зобов'язані споживати людську кров (тваринна не підійде). На відміну від серіалів «Ангел», «Баффі — переможниця вампірів» і «Щоденники вампіра» дерев'яний кілок не вбиває цих вампірів, а лише тимчасово їх паралізує. Вірними методами вбивства вампірів є обезголовлювання і спалення. Срібло також є токсичним для вампірів «Місячного світла», але свята вода, розп'яття і часник — нешкідливі. Хоча на фотографіях і кіноплівках вампіри виходять розмитими через використання срібла, на цифрові фотоапарати і відеокамери це не поширюється.
Вампіри цього світу набагато сильніші, швидші і витриваліші звичайної людини. Літати вони не вміють, але можуть застрибувати на дахи п'ятиповерхових будинків. Також ці вампіри мають дивну здатність відтворювати події недавнього минулого за запахом (події минулого показуються глядачеві як флешбеки, Мік просто робить висновки, орієнтуючись на людське і вампірське чуття). Також Мік може заглядати в майбутнє. Гіпнозом вампіри не володіють, на відміну від вампірів серіалу «Щоденники вампіра». 